# 松平重勝
松平 重勝（まつだいら しげかつ）は、戦国時代から江戸時代前期にかけての大名。越後国三条藩主、下総国関宿藩主、遠江国横須賀藩初代藩主。官位は大隅守。能見松平家4代。

## 生涯
松平重吉の四男（異説有り）として誕生。母は松平親長の娘（異説有り）。
徳川家康に仕えて初期の大番頭を務め、慶長10年（1605年）に伏見城の守護、慶長17年（1612年）に、家康の六男・松平忠輝の附家老となり、越後高田藩を支配した忠輝の配下として越後国三条2万石を与えられた。長男の重忠は将軍家で大番頭を務めていたため、次男の重長を手元に置いた。
元和2年（1616年）7月に主君の忠輝が改易となった。
忠輝の改易後はしかし連座せず、幕府に召し返されて徳川秀忠に仕え、翌元和3年（1617年）に譜代大名として2万6,000石を拝領して下総関宿藩主となった。その後元和5年（1619年）遠江国横須賀藩に移り、駿河国駿府城の城代を兼務する。
元和6年（1620年）に駿府城下にて死去した。享年72。法名「松岳院殿雄誉助白大居士」。墓所は現在の静岡県静岡市葵区大鋸町の西福寺に存在する。
嫡男・重忠が跡を継いだ。

## 逸話
元和2年（1616年）7月に主君の忠輝が改易となったが、高田藩に対して先ず忠輝の蟄居処分を伝える幕府からの使者となったのは三男の重則で、藩改易処分を伝える上使を務めたのが五男の勝隆だった。勝隆は、高田より先に三条の父兄の元を訪れ、忠輝除封を報告した。その後の高田における除封申し渡しにおいて重勝は重長共々、息子・弟である上使の勝隆に伏し従う形だったと伝わる。

## 系譜
- 父：松平重吉
- 母：松平親長の娘
- 正室：鳥居忠吉の娘
  - 長男：松平重忠
  - 次男：松平重長
  - 三男：松平重則
  - 五男：松平勝隆
- 生母不明の子女
  - 四男：松平重信
  - 女子：岩瀬氏与室